# Francis D’Britto
Francis D’Britto (Marathi फ्रॅन्सिसा दिब्रिटो Phrānsisa Dibriṭo, Hindi फ्रांसिसा डिब्रिटो; * 4. Dezember 1942 in Jeladi, Palghar (Distrikt), Indien; † 25. Juli 2024 in Vasai, Palghar (Distrikt), Indien) war ein indischer römisch-katholischer Priester, Autor, Umwelt- und Sozialaktivist. Bekannt wurde er als Übersetzer der Bibel in Marathi.

## Leben
Francis D’Britto wurde als Sohn Marathi-sprechender Eltern geboren. Er studierte Philosophie am St. Pius College in Goregaon, Mumbai, und Theologie an der Universität von Pune sowie an der Päpstlichen Universität Gregoriana in Rom. D’Britto war Priester des "Jeevan Darshan Kendra Trust" in Vasai. Er gründete die "Harit Vasai Sarkshan Samiti" und ging gegen die Immobilienmafia in der Region Visai-Virar vor.
1997 veröffentlichte er seine 1200 Seiten umfassende Bibelübersetzung in Marathi mit dem Namen „Subodh-Bibel“ (Subodh Bible-Nava Karar), die er in 13 Jahren erarbeitet hatte. Diese wurde mehrfach nachgedruckt.
Er war Verfasser von über 50 Büchern und zahlreichen Kolumnen in Maranthi-sprachigen Zeitungen. Für seine literarische Arbeit wurde er mehrfach ausgezeichnet, unter anderem mit dem „Dnyanoba-Tukaram Puraskar“ (2007) und dem „Marathi Sahitya Academy Award“ (2014). 2020 wurde er zum Präsidenten der „93. All India Marathi Literaty Conference“ (Akhil Bharatiya Marathi Sahitya Sammelan ABMSS) in Osmanabad gewählt.
Er starb am 25. Juli 2024 nach längerer Krankheit im Alter von 81 Jahren in seinem Haus im Ortsteil Nandakhal in Vasai im Distrikt Palghar, einer Vorstadt nördlich von Mumbai.

## Schriften
- सुबोध बायबल (जुना + नवा करार) Subodh Bible (Juna + Nava Karar), Rajhans Prakashan 1997[4]